# 朴紀正
朴紀正（1942年3月1日—），是大韓民國的政治人物，2013年9月17日起被委任為咸鏡北道知事。

## 生平
朴紀正中學就讀中東高等學校，後進入高麗大學當社會學研究生，又於慶南大學修讀朝鮮研究，同時曾任《東亞日報》總編輯及《全南日報》總裁。
2013年9月7日，朴紀正被大韓民國總統朴槿惠委任為咸鏡北道知事，同時為以北五道委員會主席。